# Elytroleptus nigripennis
Elytroleptus nigripennis är en skalbaggsart som beskrevs av Bates 1885. Elytroleptus nigripennis ingår i släktet Elytroleptus och familjen långhorningar. Inga underarter finns listade i Catalogue of Life.